# SHIFT (企業)
株式会社SHIFT（シフト、英: SHIFT Inc.）は、東京都港区に本社を置き、ソフトウェアの品質保証およびテストを専門とする日本の企業。
コンピュータエンターテインメント協会正会員。
JPX日経インデックス400の構成銘柄の一つ。

## 概要
製造業向けコンサルティング会社出身の丹下大が2005年に設立。社名の「SHIFT」は、独立を考え始めた頃に丹下が、日産自動車のタグラインである「SHIFT_the future」がテレビCMに流れたのを見て刺激を受けたことに由来する。
設立当初は前職と同様のコンサルティング業を行い、ソフトウェアテストとは無関係だった。2008年に大手インターネット企業のソフトウェア開発現場における業務改善コンサルティング業を請け負い、初めてソフトウェアテストに関わった。
コストの大幅削減に成功したことでソフトウェアテスト事業に興味を持ち、ソフトウェア開発におけるテスト工程のアウトソーシング率の低さに注目するようになり、ソフトウェアテスト事業に参入した。
その後、携帯電話のGPS機能を使ったSNS事業やレンタルビジネスなども手掛けたが、2009年頃から徐々に会社の主要業務をソフトウェアテスト事業に移行し、2019年時点ではソフトウェアの品質保証とテスト関連の事業を専門としている。
2019年頃から事業継承に課題を持つSIerや大型プライムベンダー、プラットフォーム事業の会社を対象とするM&Aに力を入れている。上場から2021年4月末時点までにSHIFTが実施したM&Aは15件だが、うち4件は2019年上半期（1月～6月）の実施で、これは同期間において東証上場の企業が実施したM&Aの件数としては最多となった。

## 事業内容
SHIFTの公式サービスサイトより引用。

### ソフトウェアテスト
- テスト計画
- テスト設計
- テスト実行
- テストBPO
- マイグレーション支援
- アジャイル開発支援
- アドホックテスト
- インスペクション（仕様書・テストケース）
- 多端末テスト支援

### 非機能（要求）テスト
- セキュリティ（脆弱性）診断
- パフォーマンス改善支援
- インフラ基盤テスト
- セキュリティ診断内製化支援

### コンサルティング
- プロジェクト運営支援
- トラブル対応（ファイヤーレスキュー）
- 開発・テストプロセス標準化
- テスト自動化支援
- TCoE体制構築支援
- RPAワンストップサービス
- オフショア開発型品質支援
- 構成管理支援
- デジタルビジネス支援コンサルティング
- UI/UX支援
- ゲームコンサルティングサービス
- ゲームサービスレベル支援
- セキュリティコンサルティング

### 品質プラットフォーム
- ヒンシツ大学
- テスト管理ツール“CAT”

### 過去の事業
- mife - 2007年7月開始の携帯電話のGPS機能を活用したブログタイプのSNSサービス[9]。2008年頃まで運営していたが[10]、その後サービス終了[11]。
- ポルレン -  2007年7月開始のポルシェのレンタカー事業[12]。ボクスターとカイエンをレンタル商品にして2009年3月頃まで事業を続けたが[13]、その直後に撤退[11]。
- ドリマガ -  2008年7月開始の起業家へのインタビューを主とするウェブマガジン[14]。2009年までは新規掲載が追加されていたが、その後更新停止。2019年時点でもバックナンバーは閲覧可能[15]。
- みんテス -  2011年4月開始のオンラインゲームやソーシャルゲームなどのベータテストのクラウドソーシングサービス[16]。第2回SBIビジネスプラン・コンテスト2011にて最優秀賞を受賞した[17]ビジネスプランを基にしており、ゲームの宣伝と品質保証・改善の両方の実現を図った。2015年10月サービス終了[18]。

## 製品・サービス
公式サイトの製品・サービスより引用。
- CAT (Computer Aided Test) - SHIFTが開発したWebベースのテスト管理システム[20]。CAD (Computer-Aided Design)をもじって命名[21]。クラウド型とパッケージ型があり、クラウド型はSaaS型サービスとして提供[22]。
- Chibineko - マニュアルテストの管理に特化したオープンソースのテスト管理システム。CATの縮小版に当たる[23]。Ruby on Rails製。2015年7月にリリースされ、SHIFT運営のSaaS型サービスが無料で利用可能[24]。2016年3月にオープンソースソフトウェアとなり[25]、GitHubにてソースコード公開[26]。
- CAT検定 - CATを用いたテスト実行スキルを評価するためのWeb検定システム[27]。SHIFTがテスターの入社試験に用いるシステムを公開したもので[21]。SHIFT関係者以外も無料で利用可能[28]。
- ヒンシツ大学 - ソフトウェアテストに関連するセミナーや講座を提供する教育サービス[29]。

## 沿革
公式サイトの沿革より引用。
- 2005年（平成17年）9月 - 丹下大により東京都渋谷区にて設立[31]。事業内容は業務改善コンサルティング業。
- 2006年（平成18年）7月 - 本社を東京都品川区に移転。
- 2007年（平成19年）10月 - 本社を東京都港区麻布台に移転。
- 2009年（平成21年）11月 - ソフトウェアテスト事業部を開設し、ソフトウェアテスト事業を開始。東京テストセンター開設。
- 2010年（平成22年）
  - 6月 - 本社及び東京テストセンターを東京都港区虎ノ門に移転。
  - 9月 - 札幌テストセンター開設。
- 2011年（平成23年）
  - 8月 - 本社及び東京テストセンターを東京都港区赤坂に移転。
  - 12月 - 福岡テストセンター開設。
- 2012年（平成24年）
  - 4月 - SHIFT INDIA PRIVATE LIMITEDを設立。
  - 9月 - SHIFT GLOBAL PTE. LTD.を設立。
- 2014年（平成26年）
  - 1月 - 本社及び東京テストセンターを東京都港区麻布台に移転。
  - 11月 - 東京証券取引所マザーズに上場。
- 2015年（平成27年）2月 - 8月9日を「ソフトウェアバグの日」に制定し、日本記念日協会より認定を受ける[32]。
- 2016年（平成28年）
  - 3月 - 役員による重要事実に係る伝達違反行為発覚[33]。
  - 3月 - SHIFT ASIA CO,. LTDを設立。
  - 6月 - 株式会社SHIFT SECURITYを設立。
  - 9月 - 株式会社メソドロジックの株式を取得し連結子会社化。
  - 11月 - バリストライドグループ株式会社の株式を取得し連結子会社化。
- 2017年（平成29年）
  - 10月 - 名古屋テストセンター開設。
  - 12月 - 大阪テストセンター開設。
  - 12月 - 経団連に入会[34]。
- 2018年（平成30年）4月 - Airitech株式会社の株式を取得し連結子会社化。
- 2019年（令和元年）
  - 1月 - 株式会社アッションの株式を取得し連結子会社化。
  - 1月 - 株式会社さうなしの株式を取得し連結子会社化。
  - 2月 - 株式会社SHIFT PLUSの株式を取得し連結子会社化。
  - 3月 - 株式会社システムアイの株式を取得し連結子会社化。
  - 10月 - 東京証券取引所第一部へ市場変更。
  - 12月 - 株式会社分析屋を連結子会社化。
- 2020年（令和2年）
  - 2月 - 株式会社リアルグローブ・オートメーティッドを連結子会社化。
  - 3月 - 株式会社ナディアを連結子会社化。
  - 3月 - 株式会社ｘｂｓを連結子会社化。
  - 4月 - 株式会社エスエヌシーを連結子会社化。
  - 9月 - 株式会社CLUTCHを連結子会社化。
  - 9月 - 株式会社ホープスを連結子会社化。
- 2021年（令和3年）
  - 1月 - VISH株式会社を連結子会社化。
  - 3月 - 株式会社A-STARを連結子会社化。

## 事業拠点
- 本社（東京都港区）
- 東京テストセンター（本社に併設）
- 札幌テストセンター（北海道札幌市）
- 福岡テストセンター（福岡県福岡市）
- 大阪テストセンター（大阪府大阪市）
- 名古屋テストセンター（愛知県名古屋市）

## 関係会社
公式サイトの関係会社より引用。

### 連結子会社
- 株式会社SHIFT PLUS - ソフトウェアテスト事業。2015年4月、高知県高知市にオルトプラスとの合弁により子会社として設立[36]。2019年2月に全株式を取得して完全子会社化[37]。
- 株式会社SHIFT SECURITY - 情報セキュリティサービス、脆弱性診断・検査事業。2016年6月に子会社として設立。
- 株式会社メソドロジック - システム設計、開発支援、IT戦略策定支援、IT人材育成支援。2016年9月に子会社化。
- バリストライドグループ株式会社 - WEBアプリケーション開発、インフラ・ネットワーク構築、ITコンサルティング等。2016年11月に子会社化。
- ALH株式会社 - WEBアプリケーション開発、インフラ・ネットワーク構築、ITコンサルティング等。2016年2月、子会社のリベロ・プロジェクトおよびバリストライドグループの傘下企業4社との合併により設立。
- Airitech株式会社 - システムコンサルティング、システム開発・支援等。2018年4月に子会社化。
- 株式会社アッション - Webマーケティング、インターネットメディア、海外マーケティング事業。2019年1月に子会社化。
- 株式会社システムアイ - システムコンサルティング。2019年2月に子会社化。
- 株式会社さうなし - Web制作会社。2019年2月に子会社化。
- 株式会社分析屋 – マーケティング会社。2019年12月に子会社化。
- 株式会社リアルグローブ・オートメーティッド – ITインフラ構築・運用。株式会社リアルグローブが会社分割により設立する会社の株式51%を取得する形で、2020年2月に子会社化。
- 株式会社ナディア – Web企画制作。株式会社Nadiaの事業を新設分割により設立され、2020年3月に子会社化。
- 株式会社xbs - Web企画制作。2020年3月に子会社化。
- 株式会社エスエヌシー – 中古PC販売、キッティング事業。2020年4月に子会社化。
- 株式会社CLUTCH – マーケティング事業。2020年9月に子会社化。
- 株式会社ホープス - ITコンサルティング、ERP導入支援、システム開発事業。2020年9月に子会社化。
- VISH株式会社 – クラウドサービス事業。2021年1月に子会社化。
- 株式会社A-STAR - マッチング・プラットフォーム事業。2021年4月に子会社化。
- 株式会社サーベイジシステム – ネットワーク事業。ALH株式会社の子会社として、2020年11月より参画。
- 株式会社マスラボ – ペネトレーションテスト事業。株式会社SHIFT SECURITYの子会社として、2021年4月より参画。
- SHIFT GLOBAL PTE. LTD. - ソフトウェアテスト事業。 2012年9月、シンガポールに100%子会社として設立。
- SHIFT ASIA CO., LTD. - ソフトウェアテスト事業。2016年3月、ベトナムホーチミン市に100%子会社として設立。
- 株式会社クラフ - 脆弱性診断、検査事業。株式会社SHIFT SECURITYの子会社として、2017年8月より参画。
- トゥリーアンドノーフ株式会社 - 有機農産物の生産・販売、農業研修。ALH株式会社の子会社として2017年2月よりSHIFTグループに参画。

### 過去の関係会社
- 株式会社アドバゲーミング - オプトなど5社の出資により2006年8月に設立[38]。事業内容はアドバゲームやゲーム内広告の企画・制作・販売など。2011年11月にSHIFTが全株式を取得して子会社化したが[39]、2014年10月にユメノソラホールディングスに全株式を売却[40]。
- Scentee株式会社 - 着パフ株式会社の社名で2011年8月に設立。2014年8月に現社名に変更。事業内容は香水を噴出するスマートフォン連携ガジェットの企画・製造・販売[41]。2013年1月にSHIFTが全株式を取得して子会社化したが、2014年7月に全株式を売却[42]。
- 株式会社リベロ・プロジェクト - 2009年9月設立のシステム開発会社。2015年12月にSHIFTが株式取得により子会社化。2017年2月、SHIFT子会社のバリストライドグループの関連企業の4社との事業統合によりALH株式会社が設立され、それに伴い消滅[43]。
- 株式会社アイ・イー・テック - ビッグデータを活用したソフトウェア検証事業。2015年10月に子会社として設立。2018年10月、フィックスターズに全株式を売却[44]。